# Walking on Thin Ice
"Walking on Thin Ice" é uma canção de Yoko Ono, lançada em 1981. Ela e seu marido, John Lennon, concluíram a gravação da música em 8 de dezembro de 1980. Foi no retorno do estúdio de gravação para o Edifício Dakota (sua casa na cidade de Nova Iorque) que Lennon foi assassinado por Mark Chapman. O músico estava segurando uma fita da mixagem final da canção quando foi baleado.
A canção foi um sucesso tanto crítico quanto comercial.

## Posição nas paradas musicais
| Parada (1981)                                      | Melhor posição |
| -------------------------------------------------- | -------------- |
| Austrália (Kent Music Report)                      | 18             |
| Nova Zelândia (RIANZ)                              | 48             |
| Suécia (Sverigetopplistan)                         | 6              |
| Reino Unido (The Official Charts Company)          | 35             |
| Estados Unidos (Billboard Hot 100)                 | 58             |
| Estados Unidos (Hot Dance Club Songs Billboard)    | 13             |
| Parada (2003)                                      | Melhor posição |
| Reino Unido (The Official Charts Company)          | 35             |
| Estados Unidos (Hot Dance Club Songs Billboard)    | 1              |
| Estados Unidos (Hot Dance Singles Sales Billboard) | 5              |
| Parada (2013)                                      | Melhor posição |
| Estados Unidos (Hot Dance Club Songs Billboard)    | 1              |

## Prêmios e indicações
| Ano  | Prêmio       | Indicação             | Categoria                                  | Resultado | Ref.  |
| ---- | ------------ | --------------------- | ------------------------------------------ | --------- | ----- |
| 1982 | Grammy Award | "Walking on Thin Ice" | Melhor Performance Vocal de Rock, Feminino | Indicado  | [ 9 ] |